# Marie Empress

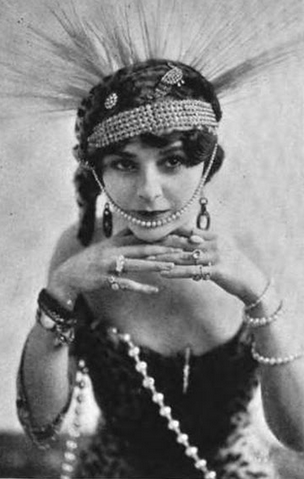
Marie Empress (1916)

Marie Empress (* 26. März 1884 in Birmingham als Mary Ann Louisa Taylor; † 25. oder 26. Oktober 1919 im Nordatlantik) war eine britische Schauspielerin in Stummfilmen und Theaterproduktionen. Sie trat sowohl in Großbritannien als auch in den Vereinigten Staaten auf. Empress verschwand während einer Transatlantiküberquerung im Oktober 1919 spurlos, die genauen Umstände ihres Verschwindens konnten nie vollständig aufgeklärt werden. Im November 1921 wurde sie offiziell für tot erklärt.

## Leben

### Frühes Leben und Schauspielkarriere
Mary Ann Louisa Taylor war die Tochter von John Taylor und Louisa Blews. Ihr Vater hatte einen Malerbetrieb und hinterließ seiner Familie nach seinem Tod 1901 eine hohe Geldsumme. Über Taylors Kindheit und Jugend ist nur wenig bekannt. Sie behauptete später, eine Urgroßnichte des bekannten Shakespeare-Schauspielers Edmund Kean zu sein. Eine Aussage, deren Wahrheitsgehalt unbekannt ist. Unter dem Künstlernamen Marie Empress begann Taylor ihre Bühnenkarriere als Dragking sowie in Varieté-Shows in Großbritannien. 1907 trat sie mit einer kleinen Schauspieltruppe in Südafrika auf. Ab 1910 folgten Engagements in den Vereinigten Staaten.
Von November 1913 bis März 1914 war Marie Empress am Broadway in New York zu sehen, wo sie die Rolle der Loulou Millefleurs in der Komödie The Little Cafe spielte. Dies brachte ihr größere Bekanntheit ein und verhalf ihr schließlich 1915 zu ersten Filmauftritten. Noch im selben Jahr war sie die weibliche Hauptdarstellerin in der Komödie When We Were Twenty-One, einer der letzten Produktionen des Filmpioniers Edwin S. Porter. Alleine 1916 drehte Empress insgesamt sieben Filme, ehe sie eine längere Pause vom Drehen machte. Im Jahr ihres Verschwindens war sie noch in der Produktion The Guilty Woman zu sehen. Zumeist spielte die oft als Vamp oder Vampire bezeichnete Empress die Rolle einer Femme fatale. Zeitgenössische Kritiken lobten ihre realistisch wirkende schauspielerische Leistung.
Marie Empress wurde teils als eine der schönsten Schauspielerinnen der westlichen Welt bezeichnet. So soll sie manchmal mit der für ihre Schönheit bekannten Opernsängerin Lina Cavalieri verwechselt worden sein. Zudem hatte sie den Ruf, einen extravaganten Lebensstil zu führen und unter anderem beim Dreh Schmuck zu tragen, der mehr als die gesamte Filmproduktion kostete.

### Privatleben und Verschwinden

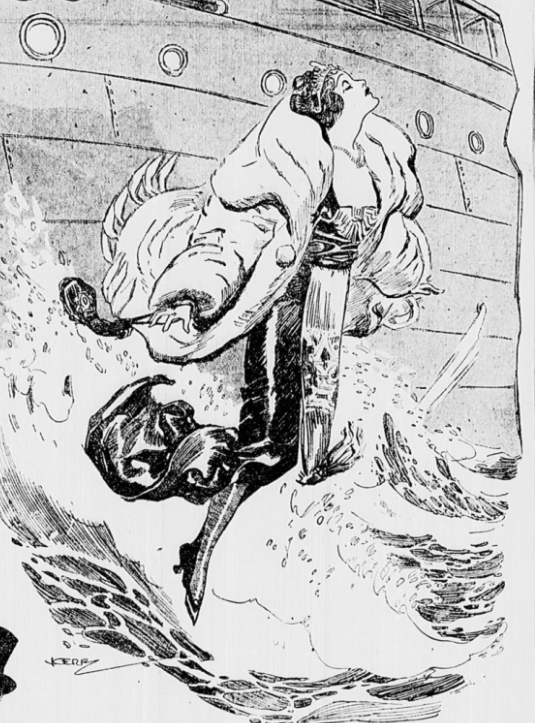
Zeitgenössische Illustration zum Verschwinden von Marie Empress im Richmond Times-Dispatch, November 1919

Das Privatleben von Marie Empress galt als sehr turbulent. So wurde nach ihrem Verschwinden in der zeitgenössischen Presse über vermeintlichen Drogenkonsum und unerklärliche Narben berichtet, die an ihr bemerkt worden seien. Empress hatte 1902 den Zahnarzt William Horton geheiratet und sich 1906 wieder von ihm getrennt, dennoch wurde die Ehe erst 1918 offiziell geschieden.
Im Oktober 1919 befand sich Marie Empress auf einer Überfahrt von Liverpool nach New York an Bord der Orduna, die zu diesem Zeitpunkt von der Cunard Line betrieben wurde. Passagiere berichteten, dass Empress während der Schiffspassage stets wie eine trauernde Witwe mit Schleier und schwarzer Kleidung bekleidet war und hierdurch stark auffiel. Die Hintergründe hierfür sind unbekannt. Sie wurde zuletzt am Abend des 25. Oktober gesehen, als ihr eine Stewardess das Abendessen (laut manchen Zeitungsquellen auch ein Glas Wasser) in ihre Kabine Nummer 480 brachte. Empress wies die Stewardess an, gegen 21.30 Uhr abermals in ihre Kabine zu kommen und ihr Sandwiches zu bringen. Die Schauspielerin war jedoch zu der vereinbarten Uhrzeit nicht mehr dort anwesend, weshalb die Stewardess die Sandwiches für sie stehen ließ. Am nächsten Morgen blieb Empress weiterhin verschwunden, das Essen war unberührt und ihr Bett schien so, als hätte niemand darin geschlafen. Vor ihrem Verschwinden hatte Empress per Telegramm ein Hotelzimmer in New York reserviert. Zudem wurden in ihrer Kabine zurechtgelegte Pressefotos gefunden, die sie nach ihrer Ankunft den Pressevertretern vor Ort überreichen wollte. Empress schien laut Aussage der Stewardess während der gesamten Überfahrt bei guter Laune und sehr humorvoll zu sein.
Die genauen Umstände ihres Todes konnten nie geklärt werden. Es wurde angenommen, dass sie in der Nacht vom 25. auf den 26. Oktober ihre Kabine verlassen hatte und über Bord gegangen sei. Das Bullauge in ihrer Kabine war zu klein für eine erwachsene Person. Ungewöhnlich war hierbei die Tatsache, dass laut Zeugenaussagen um diese besagte Uhrzeit ein reger Betrieb auf dem Schiff herrschte und Empress mehrere Korridore und Räumlichkeiten durchqueren musste, um das offene Deck zu erreichen. Dennoch hätte sie niemand zur fraglichen Zeit gesehen, obwohl sie ein auffälliges Aussehen hatte und so bemerkt worden wäre. Ein an Bord anwesender Reporter des International Feature Service behauptete außerdem, dass die Kabine von Marie Empress von innen abgeschlossen war. Passagiere und Besatzungsmitglieder (allen voran die besagte Stewardess) sagten aus, dass sie nicht an einen Selbstmord glauben würden. Empress hätte einen positiven Eindruck gemacht und sich bereits auf ihre kommenden Auftritte in New York gefreut. Es blieb offen, ob es sich beim Verschwinden von Marie Empress um Selbstmord, einen Unfall oder gar um Mord handelte. Empress war zum Zeitpunkt ihres Todes 35 Jahre alt, ihr Leichnam blieb verschollen. Zwei Jahre später wurde sie im November 1921 für tot erklärt.
In den Tagen nach ihrem Verschwinden kamen Gerüchte auf, wonach Empress in Wahrheit noch am Leben und ihr vermeintliches Verschwinden lediglich ein makabrer Werbegag sei. Empress hätte die Orduna im Hafen von New York in Verkleidung unbemerkt verlassen können. Die hierzu veröffentlichten Berichte stützten sich auf die Behauptung, dass sämtlicher Schmuck der Schauspielerin sowie ihre Handtasche mit Bargeld nicht auffindbar gewesen seien. Diese Zeitungsmeldungen wurden jedoch wenig später durch das dauerhafte Verschwinden der Schauspielerin widerlegt.

## Filmografie
- 1915: Old Dutch
- 1915: The Stubbornness of Geraldine
- 1915: The Woman Pays
- 1915: When We Were Twenty-One
- 1916: Behind Closed Doors
- 1916: Sibyl’s Scenario
- 1916: Love’s Cross Roads
- 1916: The Chorus Girl and the Kid
- 1916: A Lesson from Life
- 1916: The Woman Redeemed
- 1916: The Girl Who Doesn’t Know
- 1919: The Guilty Woman